# Kendall Basin
Das Kendall Basin ist ein unvereister Bergkessel im ostantarktischen Coatsland. In der Shackleton Range liegt er am nordwestlichen Ende der Herbert Mountains.
Luftaufnahmen fertigte die United States Navy im Jahr 1967 an. Der British Antarctic Survey nahm zwischen 1968 und 1971 Vermessungen vor. Das UK Antarctic Place-Names Committee benannte den Bergkessel 1972 nach dem britischen Glazialgeologen Percy Fry Kendall (1856–1936) von der University of Leeds.